# Schizachyrium tenerum
Schizachyrium tenerum är en gräsart som beskrevs av Christian Gottfried Daniel Nees von Esenbeck. Schizachyrium tenerum ingår i släktet Schizachyrium och familjen gräs. Inga underarter finns listade i Catalogue of Life.